# Brasixenos
Brasixenos (лат.) — род веерокрылых насекомых из семейства Xenidae (ранее в Stylopidae). Южная Америка: Бразилия. Паразиты различных родов ос.

## Описание
Мелкие веерокрылые насекомые. Длина тела самок от 0,76 до 1,62 мм, ширина от 0,72 до 1,74 мм. Отличия самок: максилла отчетливо редуцирована, уплощена, спереди закруглена, не отчетливо выступает; цефалоторакс сросшийся с лабиальной областью, но хорошо определяемый сильной склеротизацией, заметной по сравнению с обычно бледной головогрудью, как у Nipponoxenos и некоторых видов Xenos. Максиллярные основания кажутся соединенными и сросшимися друг с другом. Рудиментарные щупики отличаются от таковых всех других родов, сохранившись лишь в виде малозаметной вогнутости на морщинистой максиллярной поверхности, без какой-либо рудиментарной пластинки. Мандибула вложена в капсулу. В отличие от Paragioxenos, голова и переднегрудь вентрально ограничены родовым отверстием медиально и швом латерально. Самец отличается от других родов слиянием максиллы с цефалотекой. Максиллярная кутикулярная поверхность с продольными бороздками. Видны остатки максиллярных щупиков (различимы в оптический микроскоп, но почти незаметны на электронных сканирующих микрофотографиях). Паразиты различных родов ос Epiponini (Vespidae: Polistinae).

## Классификация
7 видов. Род был впервые описан в 1966 году и затем дважды синонимизировался с родом Xenos. Род включается в отдельное семейство Xenidae (ранее подсемейство Xeninae в составе Stylopidae).
- Brasixenos acinctus Kogan & Oliveira, 1966
- Brasixenos araujoi (Oliveira & Kogan, 1962)
- Brasixenos bahiensis Kogan & Oliveira, 1966
- Brasixenos brasiliensis Kogan & Oliveira, 1966
- Brasixenos fluminensis Kogan & Oliveira, 1966typus
- Brasixenos myrapetrus Trois, 1988
- Brasixenos zikani Kogan & Oliveira, 1966